# Iuriivske, Iuriivka
Iuriivske (în ucraineană Юр`ївське) este un sat în comuna Verbske din raionul Iuriivka, regiunea Dnipropetrovsk, Ucraina.

## Demografie
Componența lingvistică a localității Iuriivske
     Ucraineană (91,14%)
     Rusă (8,86%)
Conform recensământului din 2001, majoritatea populației localității Iuriivske era vorbitoare de ucraineană (91,14%), existând în minoritate și vorbitori de rusă (8,86%).